# Svartkronad myrfågel
Svartkronad myrfågel (Percnostola rufifrons) är en fågel i familjen myrfåglar inom ordningen tättingar.

## Utseende och läte
Svartkronad myrfågel är en medelstor och knubbig tätting. Hanen är svart och mörkt grå, honan roströd och gråbrun. Båda könen uppvisar tunna vingband, vita hos hanen och rostbeige hos honan. I övrigt varierar utseendet geografiskt, så att östliga fåglar har tydligt röda ögon och västliga grå. Sången består av en serie klara visslingar på samma tonhöjd, varierande i hastighet beroende på underarter. Vanligaste lätet är ett vasst skall.

## Utbredning och systematik
Svartkronad myrfågel delas in i fyra underarter:
- minor/jensoni-gruppen
  - Percnostola rufifrons jensoni – förekommer i nordöstra Peru (Quebrada Orán i Loreto)
  - Percnostola rufifrons minor – förekommer från östra Colombia till sydvästra Venezuela och nordvästra Amazonområdet i Brasilien
- rufifrons/subcristata-gruppen
  - Percnostola rufifrons subcristata – förekommer i norra Brasilien (nedre Rio Negro till Rio Trombetas)
  - Percnostola rufifrons rufifrons – förekommer i Guyana, Surinam, Franska Guyana och nordöstra Amazonområdet i Brasilien

## Levnadssätt
Svartkronad myrfågel hittas i högväxt regnskog och lägre skog på sandiga jordar. Den ses vanligen i par eller smågrupper som följer svärmar av vandringsmyror för att plocka föda som skräms upp i deras väg, men kan lika gärna ses söka insekter på andra håll, lågt i vegetationen. 

## Status och hot
Arten har ett stort utbredningsområde, men tros minska i antal, dock inte tillräckligt kraftigt för att den ska betraktas som hotad. Internationella naturvårdsunionen IUCN listar arten som livskraftig (LC).